# A sebezhetetlen (Eureka)
 A részt Michael Robison rendezte. 2006. augusztus 15-én mutatták be az amerikai Sci-Fi Channelen.

## Történet
|  | Alább a cselekmény részletei következnek! |

Dr. Carl Carlson egy fóbiáktól szenvedő tudós a Global Dynamicsnál. Épp egy kutatásra menne, de felhívja Jack Carter irodáját egy "baktérium-mentes" utazásért. Mivel Carl ragaszkodik hozzá, és mivel Allison Blake biztonsági okokból egy fizikai vizsgálatot akar rajta végezni és, hogy ezt elkerülje, bekíséri dr. Carlson-t a laboratóriumba. A  kísérlet ami a sejtregenerációt elősegítené balul sül el és Carlson egy radioaktív robbanás áldozata lesz, amit vélhetőleg az ötös szektorban található lelet idéz elő. A baleset miatt Nathan Stark kirúgja és el kell hagynia Eurekát. Kétségbeesésében öngyilkosságot kísérel meg azzal, hogy leugrik a Da Vinci hídról, de Jack Carter elmegy érte és megpróbálja lebeszélni.  Mindketten lezuhannak kb 15 méter magasról. Megússzák kisebb sérülésekkel. Carlson ráeszmél, hogy különös képességek birtokába jutott, mivel a robbanás  agya 100%-át aktiválta. Stark megkérte Carlsont, hogy maradjon a laboratóriumban, hogy megvizsgálhassák, de ezt visszautasította, majd megkísérelte elhagyni Eurekát. Stark mozgósítja a katonai erőket, hogy fogják el Carlsont. Egy energiafegyverből ráadott lövést eltérített, ami pont Jacket találta el. Hogy megmenthesse az életét Carlson kérte, hogy vigyék le Cartert a lelethez az ötös szektorba. A kamrában Carlson az egyik kezét a lelet ajtajára, míg a másik kezét Jackre helyezve képes volt meggyógyítani. Miután segített kijuttatni a seriffet, Carlson bezárta az ajtót, majd visszament a lelet ajtajához. Mielőtt belépett volna Stark könyörgött, hogy mondja meg mi is valójában a lelet. Carlson azt válaszolta, hogy egyszer meg fogja tudni, akár kész megtudni, akár nem. Ezt követően belépett az ajtón és eltűnt a ködben: vagy egybeolvadt a szerkezettel, vagy meghalt. Azonban Nathan a többieknek azt mondta, hogy áthelyezte egy másik helyre.